# Dunnottar
Dunnottar es un pueblo canadiense situado en la provincia de Manitoba.

## Superficie
Dunnottar tiene una superficie de 2,8 km².

## Demografía
En 2021, tenía 989 habitantes, una densidad poblacional de 353,8 hab./km², y 1206 viviendas.